# IC 998/1
IC 998/1 је спирална галаксија у сазвијежђу Дјевица која се налази на листи објеката дубоког неба у Индекс каталогу.
Деклинација објекта је - 4° 27' 8" а ректасцензија 14h 19m 59,2s. Привидна величина (магнитуда) објекта IC 998 износи 13,1 а фотографска магнитуда 14,0. IC 9981 је још познат и под ознакама MCG -1-37-1, IRAS 14173-0413, PGC 51220.